# 全自動圧着機
全自動圧着機（ぜんじどうあっちゃくき）とは、指定長での電線の切断動作、ストリップ動作（被覆電線の被覆を剥いで電線の芯線を露出させる事）、電線への圧着端子の圧着動作を行う機械を指す。
この日本語の名称については、日本端子株式会社では「全自動圧着機」、日本オートマチックマシン株式会社では「全自動端子圧着機」、株式会社小寺電子製作所では「全自動両端圧着機」、新明和工業株式会社では「端子打機」と統一されていない。外国企業が製作している同様の機械の名称（英語名）は「Fully automatic crimping machine」と統一された名称となっている。

## 機械の構成
機械は、以下の要素で構成されている。
電線フィード部
電線束（電線リール）から電線を送る機構。
ローラーやベルトで電線を挟み等を行い電線を送りつつ、電線の長さを測っていることが多い。当然、測長の誤差を発生させないようにするために滑り止め等の工夫が施されている。電線束からローラー等の駆動部までの間は、電線束から電線が滑らかに供給されるガイドが取り付けられている。また、鋏のように刃を交差させることで電線を切断する等の方法で、電線を切断（カット）するための機構も備えられている。
搬送部
ストリップ部、圧着機等で加工出来るように、電線フィードで供給された電線を掴み、移動させる機構である。この機構がない機械も存在する。電線を掴む部品も、ストリップ等の加工によって電線が引っ張られ、持つ位置がずれないように滑り止めの加工が行われている。
搬送方法は、「旋回搬送」「平行搬送」がある。
旋回搬送は、アームと呼ばれる部品の先端に、電線を掴む為の機構等を取り付けて電線を掴み、そのアームの特定の位置（多くの場合はその反対の端）に駆動部品を取り付け、その位置を中心として、旋回動作を行うことにより電線を移動させる方法である。旋回動作は、動作の開始位置を0度として、左に30度の位置にあるストリップ部、更に50度移動した位置ある圧着機の位置に移動した後に、右へ80度移動し開始位置に戻る動作となり、回転する動作ではない。ストリップ部、圧着機は、旋回の中心部へ向くよう、旋回の円周に沿って配置される。
平行搬送は、電線を掴む為の機構にて電線を掴み、その機構を電線の方向に対して水平垂直方向に直線移動を行うことにより、電線を移動させる方法である。移動は、動作開始位置を0として、左に10cmの位置にあるストリップ部、更に左に20cm移動した位置にある圧着機の位置に移動した後に、右へ30cm移動し開始位置に戻る動作となる。ストリップ部、圧着機は、搬送の移動に合わせるよう、並列に配置される。
ストリップ部
ストリップ部は被覆電線の被覆を剥ぎ、電線の芯線（導体部）を露出する加工を行う機構である。ストリップの方法は、被服電線に対し、刃を上下または左右等、対称に刃を被覆へ挿入し、電線または刃を引っ張ることにより、被覆を剥ぎ、芯線を露出される。この他にも、レーザーを使用し、被覆を焼く方法もある。
圧着機
ロッドと呼ばれる部品で、アプリケータへ押し込み圧力をかけ、電線に端子を圧着する。
アプリケータ
圧着機からの押し込み圧力を使用し、端子を圧着する。端子の形状に合わせて製作されている。そのために種類が豊富にある。
連続端子（繋がっている端子）を送る機構、端子を電線に圧着する機構、端子が繋がっている部分を切り落とす機構が備わっている。多くのアプリケータは、端子を送り、圧着し、端子を切り離す動作を圧着の押し込み動作1回で行う。アプリケータを正面から見た時に、端子の供給方向が、横から行われるものを「サイドアプリ」、後ろから行われるものを「エンドアプリ」と呼んでいる。

## 搭載しているセンサー
電線の加工や圧着動作は、各モータ等の駆動系が、決められた動作を繰り返すことによって行われている。しかし、電線の癖（曲り等）により、これらの動作が失敗し、正常に加工が行われない場合がある。そのため、多くの場合、加工等が正常に行われたことをチェックするためのセンサーが搭載されている。
ストリップミスセンサー
ストリップ加工が正常に行われたことをチェックするセンサーである。
端子打ち落としセンサー
圧着動作を行ったが、電線に端子が圧着していないことを、「打ち落とし」と呼んでいる。このように、端子が正常に圧着されていないことを検出するセンサーである。
CFM (Crimp Force Monitor)
圧着動作時の、アプリベース（アプリケータを固定する台）に加重される圧力を測定して、正常に圧着が行われたことをチェックするセンサーである。圧着が正常に行われない場合に加重される圧力が、正常圧着と異なることを利用している。

## 正常圧着の確認
正常に圧着されたかの確認は、クリンプハイトと呼ばれる、端子が電線芯線を固定している部分の高さを計測することによって行われている。
クリンプハイトが低い場合、圧着による芯線への端子の締付が過剰に行われたことを意味し、芯線が切れている場合がある。クリンプハイトが高い場合、端子の固定が弱いため、電線が引っ張られた場合に、簡単に抜けてしまう。
どちらの場合でも、圧着ミス（圧着が正常に行われない）となる。